# Терренс Говард
Терренс Дешон Говард (англ. Terrence Dashon Howard; 11 березня 1969, Чикаго, Іллінойс, США) — американський актор і співак. Говард почав свою кар'єру в 1990-х на телебаченні, перш ніж отримати відомість завдяки ролі в романтичній комедії «Дружба» (1999).
Говард номінувався на премію «Оскар» за найкращу чоловічу роль за гру сутенера в фільмі «Метушня і рух» (2005). В 2000-х в нього також були ролі в фільмах «Війна Харта» (2002), «Зіткнення» (2004), «Розбагатій або помри» (2005) і «Відважна» (2007). Після ролі в фільмі «Залізна людина» (2008) його кар'єра пішла на спад, так як Говард зажив слави проблемного в роботі актора і в наступних сіквелах був замінений Доном Чідлом. Говард потім перемістився на телебачення, де знявся в недовго проіснувалому серіалі NBC «Закон і порядок: Лос-Анджелес» (2010—2011), а в 2015 році почав виконувати роль Люціуса Лайона, основного антагоніста в прайм-тайм мильній опері Fox «Імперія».

## Ранні роки
Говард народився в Чикаго, штат Іллінойс, в сім'ї Аніти Вільямс і Тайрона Говарда. Виріс в Клівленді, штат Огайо. Його прабабця, Мінні Гентрі, також була актрисою, також як його мати і дядьки. Батьки Говард наполовину афроамериканці і наполовину євроамериканці. Коли він був дитиною, його батько попав в тюрму. У віці 16 років, він пішов від своїх батьків і був поставлений на соціальне забезпечення. У 18 років Говард переїхав в Нью-Йорк і мріяв стати вчителем, однак не завершив свою освіту. Хоча він і не отримав ступеня, Ховард утверджує, що він інженер.

## Особисте життя
Був двічі одружений з Лорі МакКомас. Від цього шлюбу в Говарда троє дітей: син Хантер (нар. 1995) і дві доньки Обрі (нар. 1993) і Хевен (нар. 1997). Також в Говарда є двоє онуків: в його доньки Обрі і її чоловіка Вільяма Гейла є донька Хейзел (26.12.2012) і син Едріан (нар. в лютому 2015).
В січні 2010 року одружився з Мішель Гент. Пара розлучилась в 2013 році.
В кінці 2013 року одружився з Мірандою Пак. В травні 2015 року в пари народився син Кірін Лав Говард.

## Фільмографія
- 1992 — Джексони: Американська мрія (Джекі Джексон)
- 1993 — Хто цей тип? (костюмер)
- 1995 — Опус містера Голланда (Луїс Расс)
- 1995 — Мертві президенти (ковбой)
- 1996 — Парк Сансет (Спейсмен)
- 1998 — Братки (Декстер Бенкс)
- 1999 — Найкращі плани (Джиммі)
- 1999 — Свідок на весіллі (Квентін Спайві)
- 2000 — Дім великої матусі (Лестер Веско)
- 2001 — Очі янгола (Роббі)
- 2001 — Блиск (Тімоті Волкер)
- 2002 — Війна Харта (лейтенант Лінкольн Скотт)
- 2003 — Байкери (Чу Чу)
- 2004 — Зіткнення (Кемерон Тейер)
- 2004 — Рей (Госсі МакКі)
- 2005 — Розбагатій або помри (Бама)
- 2005 — Кров за кров (лейтенант Грін)
- 2005 — Метушня і рух (ДіДжей)
- 2006 — Моє життя в Айдлвайлді (Трампі)
- 2007 — Відважна (детектив Шон Мерсер)
- 2007 — Август Раш (Річард Джеффріс)
- 2007 — Наркоз (доктор Джек Харпер)
- 2007 — Полювання Ганта (Дак)
- 2007 — Гордість (Джим Елліс)
- 2008 — Залізна людина (полковник Джеймс «Роуді» Роудс)
- 2009 — Принцеса і Жаба (Джеймс)
- 2009 — Бій без правил (Харві Борден)
- 2011 — Ціна пристрасті (Холліс Лучетті)
- 2011 — Вінні (Нельсон Мандела)
- 2011 — Червоні хвости (полковник Ей-Джей Баллард)
- 2012 — Брудні ігри (Корнеліус)
- 2013 — Фільм 43 (тренер Джексон)
- 2013 — Одним менше (Альфонс Хойт)
- 2013 — House of Bodies (Старкс)
- 2013 — Дворецький (Говард)
- 2013 — Полонянки (Франклін Бірч)
- 2013 — Свідок на весіллі 2 (Квентін)
- 2013 — В лісах
- 2014 — Колискова[3][4]
- 2014 — Святий Вінсент (Зукко)
- 2014 — Саботаж (Джуліус «Шугар» Едмондс)
- 2015 — Термін життя
- 2015 — Імперія (Люціус Лайон)
- 2015 — Вейворд Пайнс (шериф Поп)